# Because I Love It
Because I Love It – trzeci album studyjny amerykańskiej wokalistki R&B, Amerie.
Because I Love It produkowany był przez dwa lata. Oryginalna data premiery zaplanowana była na jesień 2006 roku, a tytuł krążka miał brzmieć None of the Above, jednak w ostatniej chwili zmieniono nazwę albumu, a data wydania longplaya ustalono na 14 maja 2007 w Wielkiej Brytanii. Data wydania krążka w USA nadal nie jest znana.
Do tej pory album promowany był przez dwa single: "Take Control" oraz "Gotta Work", które odniosły sukces w Wielkiej Brytanii osiągając pozycje w Top 20 tamtejszego, oficjalnego notowania. W Stanach Zjednoczonych ukazał się jedynie pierwszy z wcześniej wymienionych utworów i nie odniósł sukcesu, nawet nie debiutując na liście Billboard Hot 100.

## Lista utworów
| #  | Tytuł                    | Producent(ci)                                                | Czas |
| -- | ------------------------ | ------------------------------------------------------------ | ---- |
| 1  | "Forecast (Intro)"       | Chris & Drop                                                 | 1:12 |
| 2  | "Hate2LoveU"             | One Up współpraca z Amerie i Len Nicholson                   | 3:13 |
| 3  | "Some Like It"           | Amerie, Len Nicholson współpraca z Quran Goodman & Destro    | 2:57 |
| 4  | "Make Me Believe"        | Amerie, Len Nicholson, The Buchanans                         | 3:22 |
| 5  | "Take Control"           | Mike Caren współpraca z Cee-Lo Green, Amerie i Len Nicholson | 3:42 |
| 6  | "Gotta Work"             | One Up                                                       | 3:10 |
| 7  | "Crush"                  | The Buchanans                                                | 3:40 |
| 8  | "Crazy Wonderful"        | The Buchanans                                                | 3:49 |
| 9  | "That’s What U R"        | Chris & Drop                                                 | 3:38 |
| 10 | "When Loving U Was Easy" | Curtis "C Note" Richardson                                   | 3:22 |
| 11 | "Paint Me Over"          | Bink! współpraca z Amerie                                    | 4:14 |
| 12 | "Somebody up There"      | Bryan Michael Cox                                            | 4:46 |
| 13 | "All Roads"              | Curtis C Note Richardson                                     | 3:08 |

Brytyjskie utwory bonusowe
| #  | Tytuł      | Producent(ci) | Czas |
| -- | ---------- | ------------- | ---- |
| 14 | "1 Thing"  | Rich Harrison | 4:01 |
| 15 | "Losing U" | Kore & Bellek | 3:26 |

Wschodnioazjatycka edycja (Korea, Japonia & Chiny) utwory bonusowe
| #  | Tytuł                                  | Producent(ci)                                                | Czas |
| -- | -------------------------------------- | ------------------------------------------------------------ | ---- |
| 16 | "Take Control" [remix] featuring Se7en | Mike Caren współpraca z Cee-Lo Green, Amerie i Len Nicholson | 3:43 |
| 17 | "Streets Alone"                        | Chris & Drop                                                 | 4:17 |

## Sample
- "Forecast (Intro)": "Faradole" – Bob James
- "Hate2LoveU": "Give It Up" – Kool & The Gang
- "Some Like It": "World’s Famous" – Malcolm McLaren
- "Make Me Believe": ten sam tytuł – Curtis Mayfield
- "Take Control" "Jimi Renda-Se" – Tom Zé; "You Make My Dreams" – Hall & Oates
- "Gotta Work": "Hold On I’m Coming" – Mighty Dog Haynes
- "Paint Me Over": "Mother’s Theme (Mama)" – Willie Hutch
- "All Roads": "How Do You Keep the Music Playing?" – ames Ingram & Patti Austin
- "1 Thing": "Oh, Calcutta" – the Meters
- "Losing U": "Didi" – Khaled Hadj Brahim

## Pozycje na listach
| Lista sprzedaży (2007)      | Najwyższa pozycja |
| --------------------------- | ----------------- |
| Europa Top 100 Albums       | 56                |
| Japonia Oricon Albums Chart | 13                |
| UK Albums Chart             | 17                |